# Гантимуровы
Гантиму́ровы — российский княжеский род «тунгусского» (даурского) происхождения.
Род происходит от маньчжурского подданного Гантимура (начальника тунгусских племен, родственника китайского богдыхана), переселившегося из Китая в Россию (1664). Его сын Катан принял крещение с именем Павла. Указом царей Иоанна V и Петра I (от 16 марта 1685) его повелено писать княжьим именем и дворянином по московскому списку.
В 1-й половине XVIII века князья Гантимуровы славились по всей Сибири своим богатством. Титулованная ветвь рода записана в V часть дворянской родословной книги Иркутской губернии (февраль 1786). Дом Гантимуровых считается одной из достопримечательностей Читы. По женской линии от Гантимуровых происходил художник Василий Кандинский.
Помимо титулованных Гантимуровых, прямыми потомками родоначальника достоверно являются также дворяне без титула, происходящие от детей сына Гантимура — Катаны от его православной жены, выбранной из нескольких и крещённой Катаной. Княжеский титул признан в Российской империи только за несколькими семьями его потомков. Остальные дети Катаная от других жён получили фамилию Катанаевы.
Многочисленные же казачьи и крестьянские роды Гантимуровых (в дореволюционной терминологии инородцы) происходят от других сыновей Гантимура, а также от крещённых самим Гантимуром и его потомками представителей тунгусских родов, которым восприемник давал свою фамилию.
Представители рода Гантимуровых мужского пола принадлежат к Y-хромосомной гаплогруппе C. Ветвь этой гаплогруппы C2b1b (SNP M86+, L1372+, L1367-, L1370-, L1371-), к которой принадлежат Гантимуровы наиболее близки модальным гаплотипам тунгусо-маньчжурской семьи народов, особенно эвенков.

## Известные представители
- Гантимур — родоначальник многочисленного княжеского рода Гантимуровых.
- Катан — в Святом крещении Павел, вместе с отцом пожалован княжеским титулом, московский дворянин, был в Москве и оттуда отпущен в Нерчинск, причём ему было велено из всех 7 жён избрать одну и крестить её, а прочих оставить.
- Чикулай — был в Москве с братом Катаном, остался там служить и больше в Сибирь не возвращался.
- Князь Гантимуров Илларион Павлович — сын Катана от крещёный жены, пожалован в стольники.
- Гантимуров, Николай Иннокентьевич — русский офицер, участник обороны Порт-Артура[6].